# 无声会
无声会（むせいかい）とは明治時代の日本の美術団体である。

## 概要
1900年（明治33年）1月に川端玉章の門下であった平福百穂、福井江亭、島崎柳塢、渡辺香涯、結城素明、大森敬堂及び石井柏亭の7名によって結成された美術団体である。无声会は自然主義を標榜しており同年3月に上野公園五号館において第1回无声会展を開催、1905年（明治38年）、1906年（明治39年）、1908年（明治41年）、1909年（明治42年）のように展覧会の開催されない年もあったが、1913年（大正2年）4月の第13回展まで続いた。无声会展には小杉放庵、森田恒友、杉浦非水、川端龍子、橋口五葉、名取春仙らも参加している。
无声会の解散後、百穂、龍子、春仙に小川芋銭、小川千甕、山村耕花らを加えて珊瑚会が結成され、1915年（大正4年）に第1回展を開催、珊瑚会展は第10回展まで続いた。